# Espurio Verginio Tricosto Celiomontano
Espurio Verginio Tricosto Celiomontano  fue cónsul romano en el año 456 a. C., con Marco Valerio Máximo Lactuca como colega.
Fue hijo del cónsul del año 494 a. C., Aulo Verginio Tricosto Celiomontano, en cuyo consulado se dice que los Juegos Seculares se celebraron por segunda vez.